# Emil Zawisza de Sulima

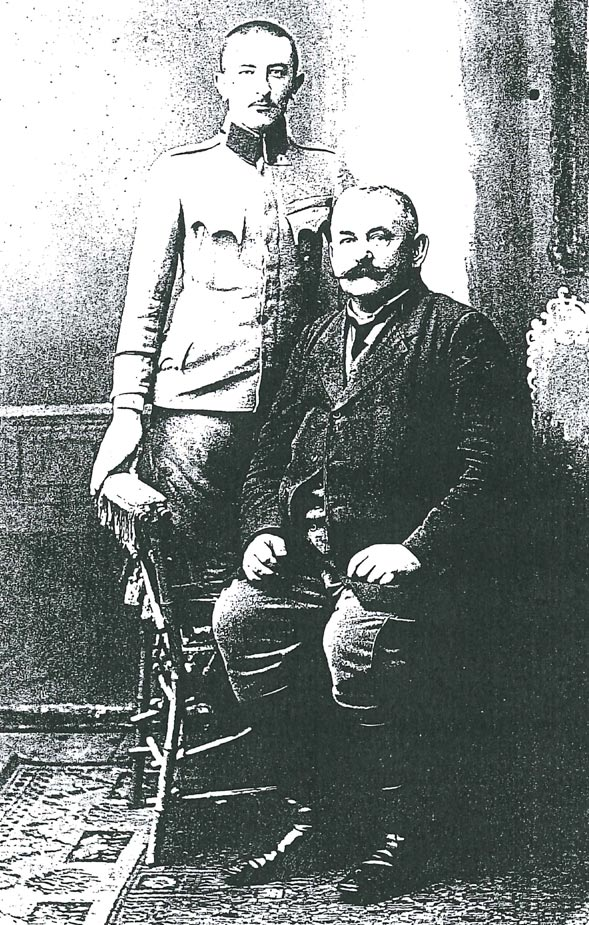
Żołnierz c. i k. armii Emil Zawisza z ojcem.

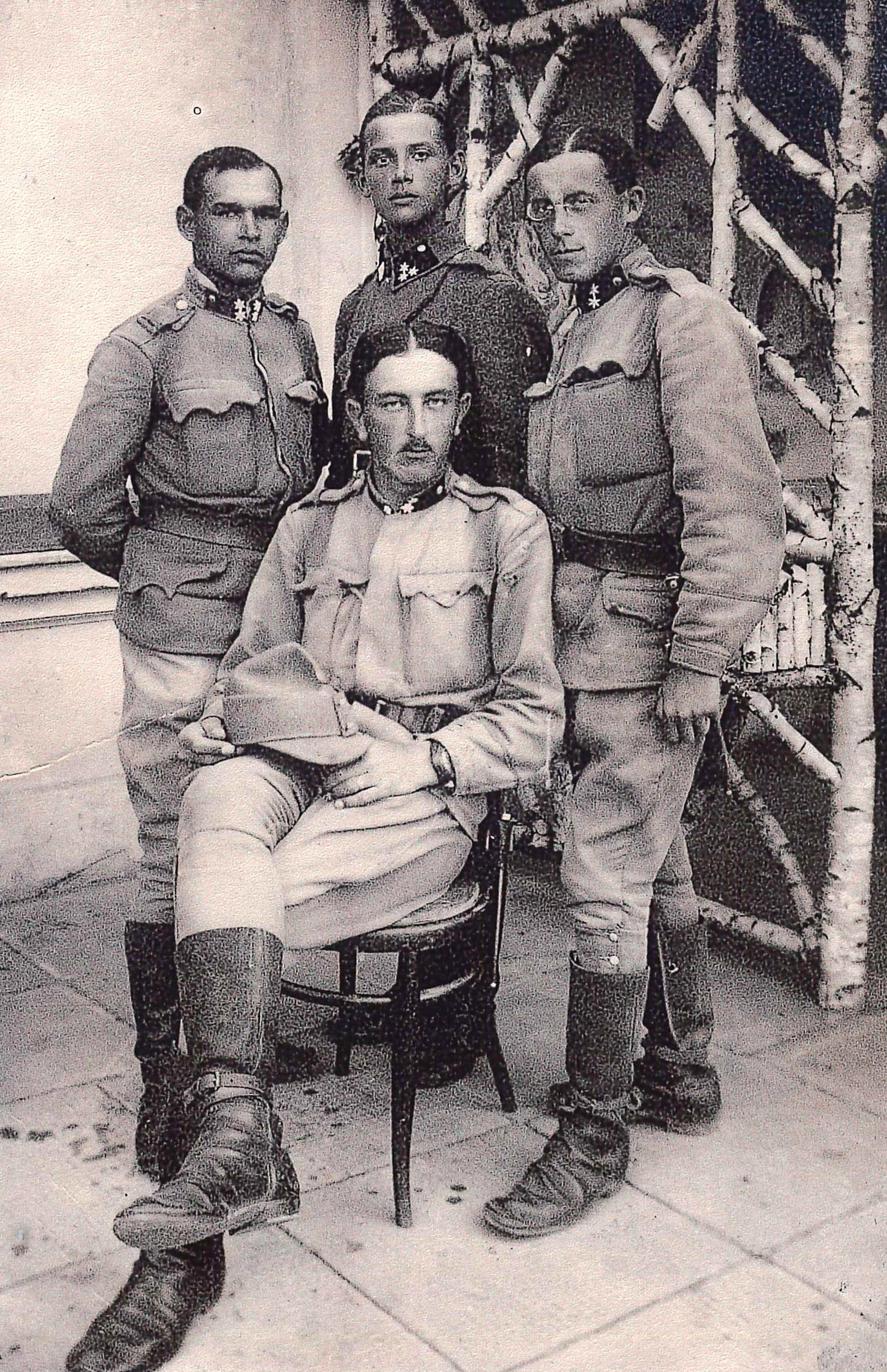
Emil Zawisza (siedzi) jako żołnierz armii austriackiej.

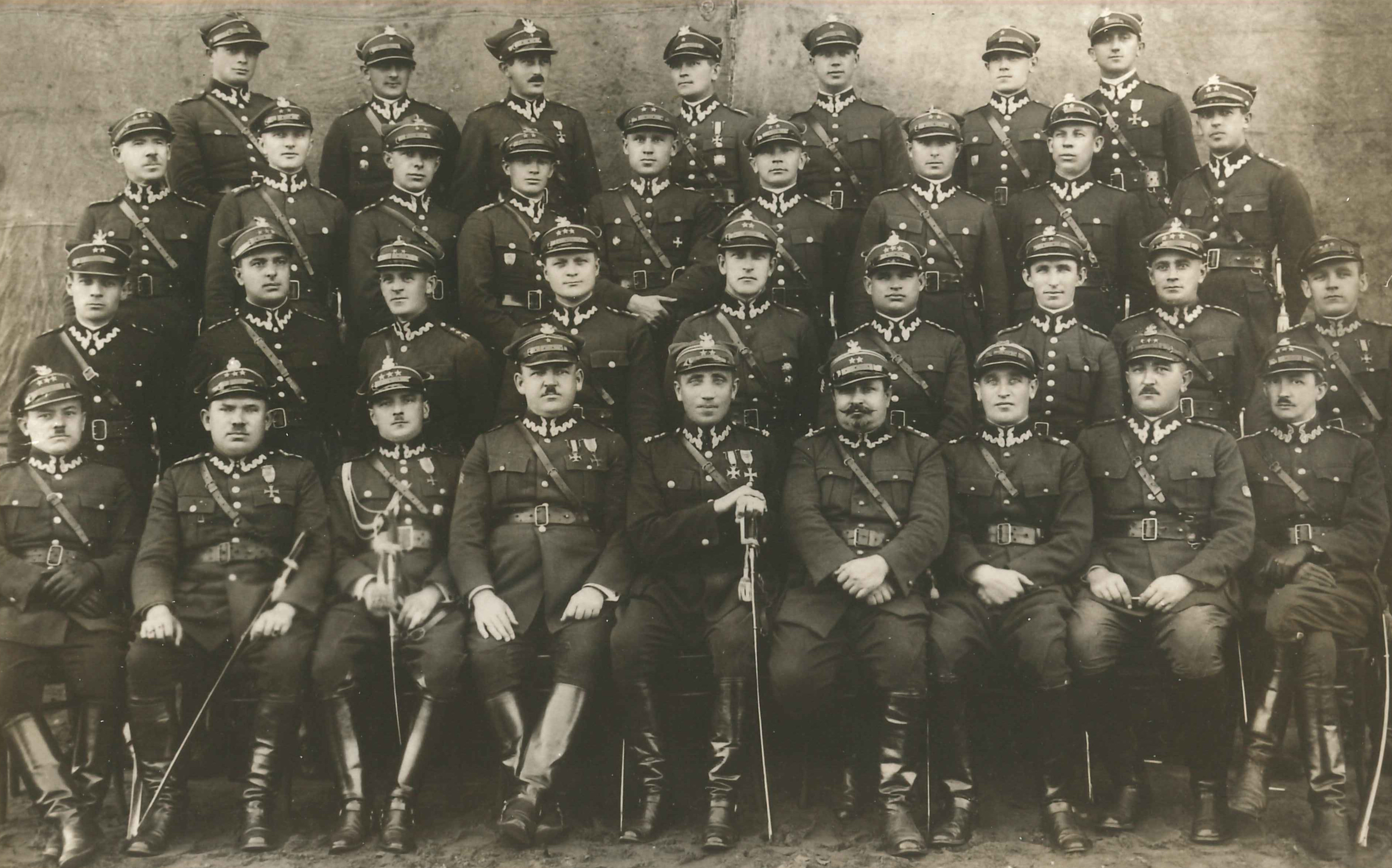
Kadra oficerska 14 pułku piechoty w II połowie 1928 roku. Od prawej siedzą: kpt. Stanisław Pietrzyk, kpt. Emil Zawisza, mjr Julian Czubryt, ppłk lek. Ewaryst Wąsowski, ppłk Ignacy Misiąg, mjr Mikołaj Świderski, kpt. Stanisław Trojan, kpt. Ludwik Wlazełko i kpt. Józef Tkaczyk.

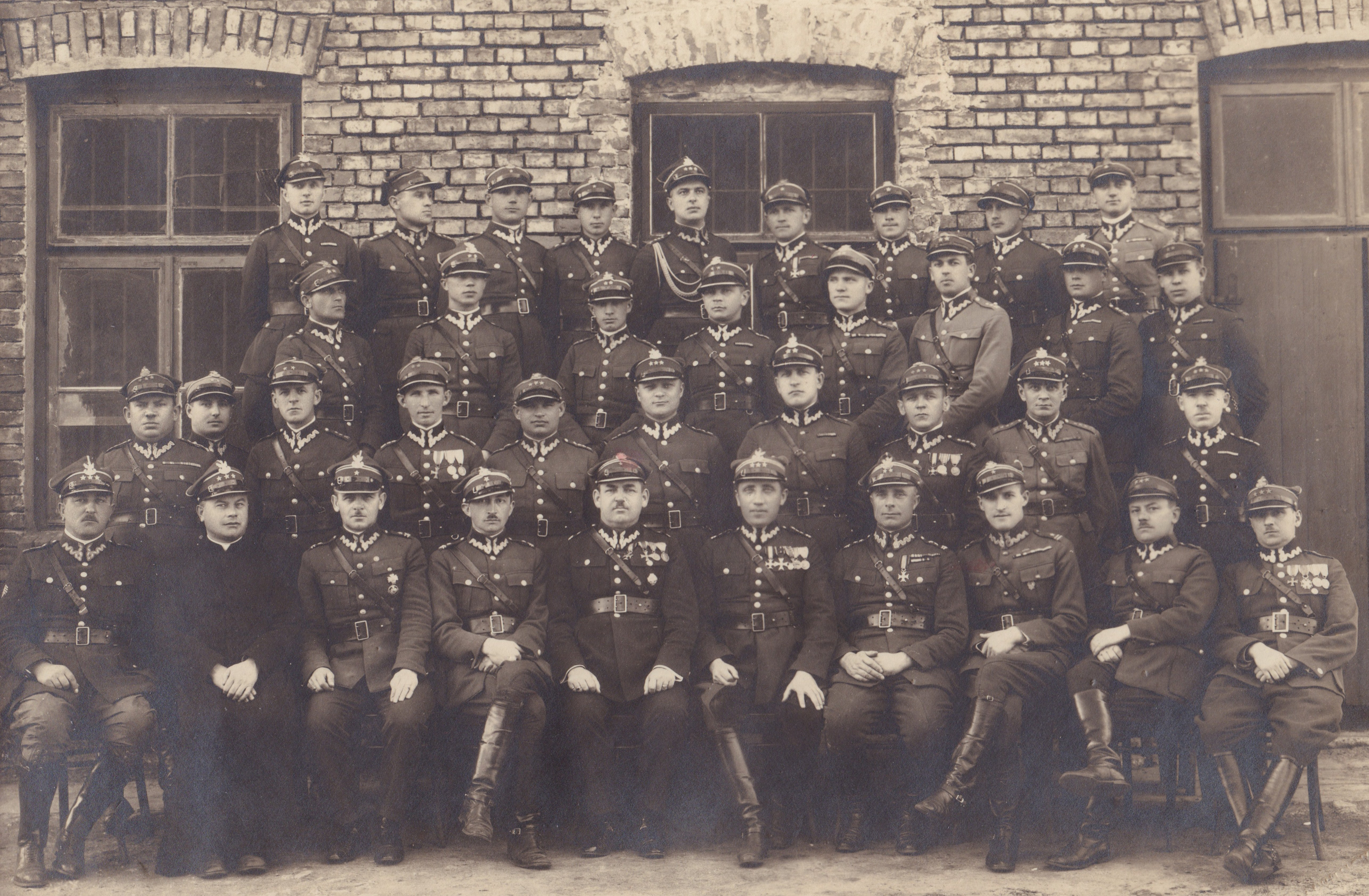
Korpus oficerski 14 pp w I kwartale 1930. W I rzędzie siedzą od lewej: kpt. Emil Zawisza, ks. kpt. Antoni Kosiba, mjr Aleksander Zabłocki, mjr Stanisław Pietrzyk, mjr Mikołaj Świderski, płk Ignacy Misiąg, ppłk Franciszek Sudoł, mjr Aleksander Fiszer, kpt. Józef Tkaczyk i kpt. Stanisław Trojan.

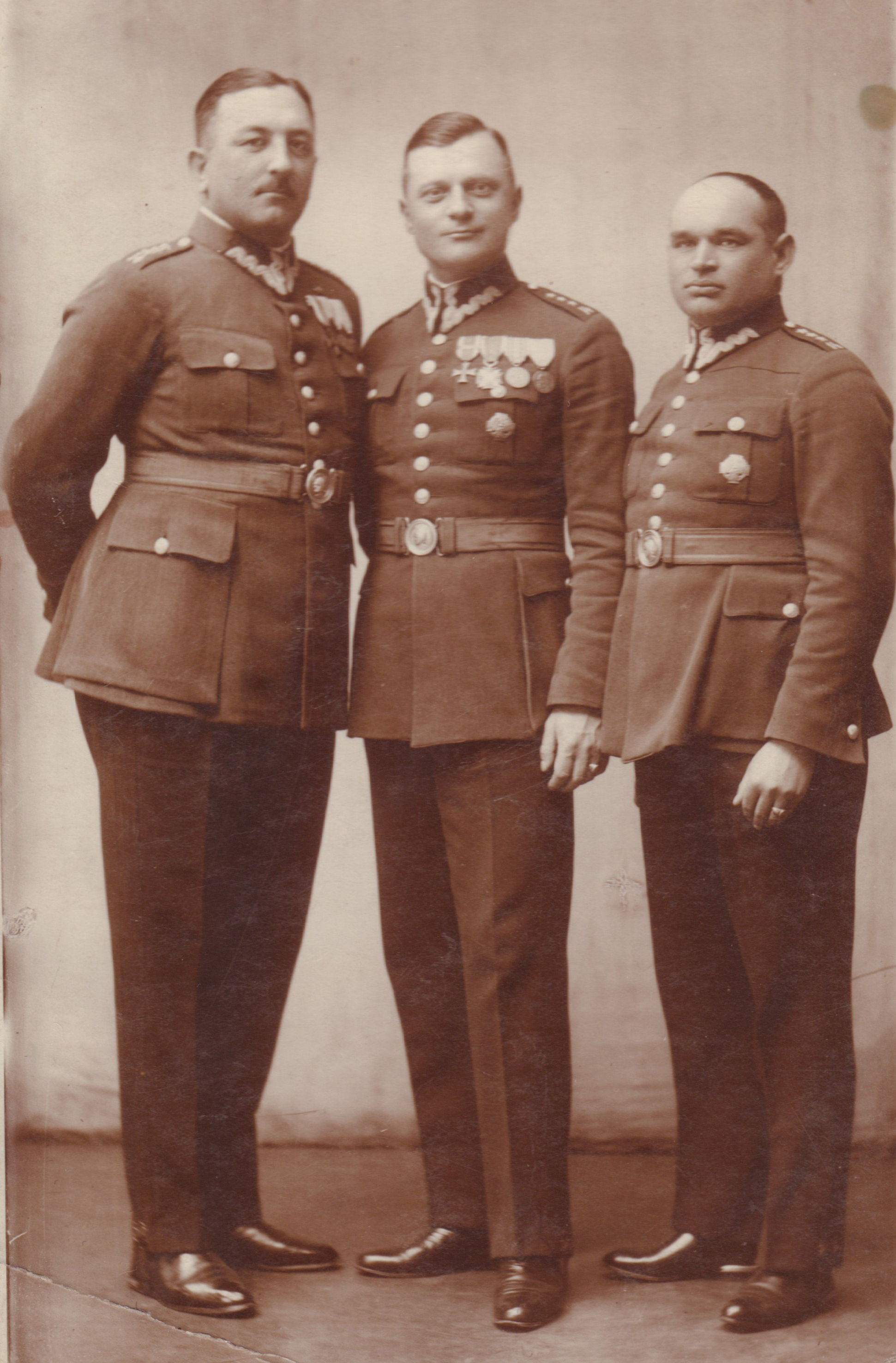
Od lewej kapitanowie 14 pułku piechoty - Emil Zawisza, Jan Wilczak i Mieczysław Sanak.

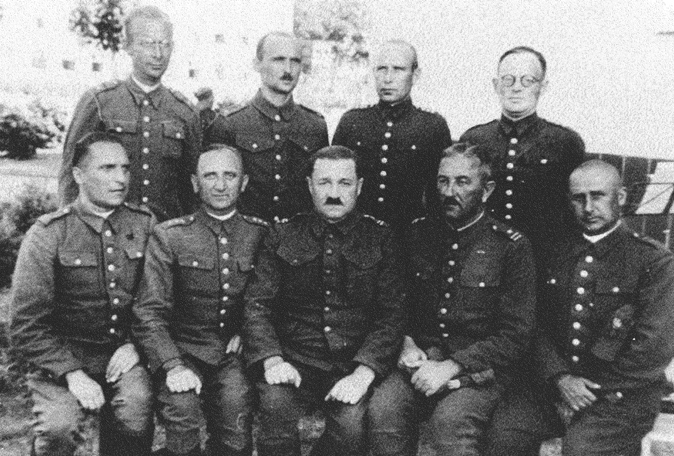
Oflag (maj 1940) - ppłk Ignacy Szpunar siedzi w środku. Na lewo siedzi kpt. Józef Koziński, a na prawo mjr Emil Zawisza.

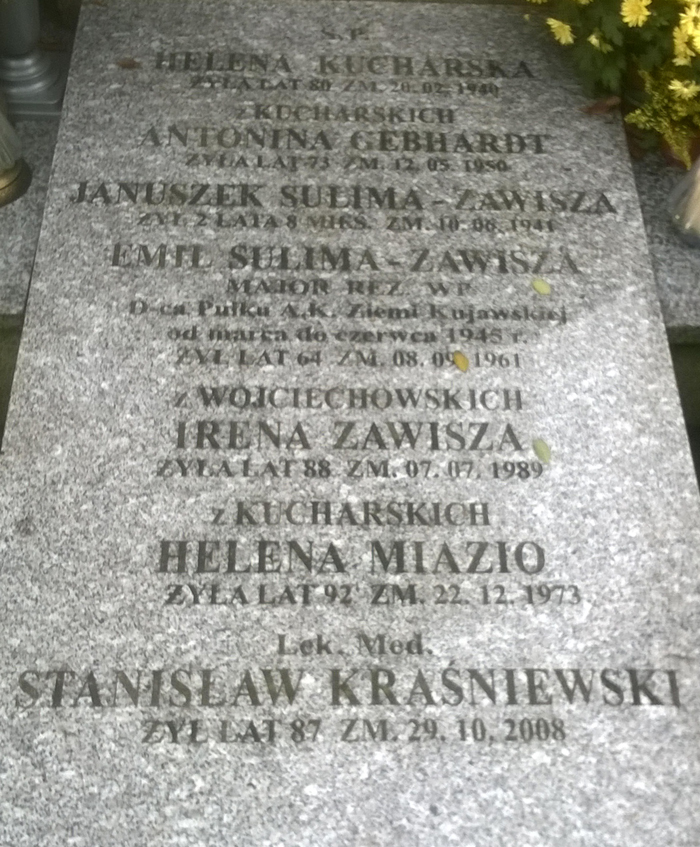
Tablica nagrobna mjr. Emila Zawiszy na włocławskim cmentarzu.

Emil Jerzy Zawisza de Sulima (ur. 18 kwietnia 1897 w Mikulińcach, powiat tarnopolski, zm. 8 września 1961 we Włocławku) – major piechoty Wojska Polskiego II Rzeczypospolitej i ludowego Wojska Polskiego, dowódca konspiracyjnego „Pułku Ziemi Kujawskiej AK”.

## Życiorys
Syn Władysława (urzędnika, inspektora celnego) i Janiny z Iskrzyńskich. Szkołę średnią ukończył w Jarosławiu, tam też zdał maturę. Służbę wojskową rozpoczął w armii jednego z zaborców – Austro-Węgier, był uczestnikiem I wojny światowej. W maju 1915 roku został wcielony do armii cesarskiej i przydzielony do c. i k. 90 pułku piechoty. Po skończonej szkole oficerskiej w Lubaczowie został mianowany kapralem jednorocznym. Od maja 1916 r. walczył na froncie austriacko-rosyjskim, uzyskując w grudniu 1916 roku awans na chorążego, a w dniu 1 grudnia 1917 roku na podporucznika rezerwy piechoty. W listopadzie 1918 roku wstąpił jako ochotnik do Wojska Polskiego.

## Służba w 14 pułku piechoty
Dekretem Naczelnego Wodza Wojsk Polskich, jako oficer byłej armii austro-węgierskiej, został przyjęty do Wojska Polskiego z dniem 1 listopada 1918 roku, z zatwierdzeniem posiadanego stopnia podporucznika (starszeństwo z dniem 1 sierpnia 1917 r.) oraz zaliczeniem do 1 Rezerwy (z powołaniem do służby czynnej na czas aż do demobilizacji). Z tym samym dniem, rozkazem Naczelnego Dowództwa Wojsk Polskich, otrzymał przydział służbowy do 14 pułku piechoty w Jarosławiu. W randze podporucznika, a następnie porucznika, brał udział w wojnach polsko-ukraińskiej i polsko-bolszewickiej. Uczestniczył w wyprawie na Kijów, za udział w której odznaczony został Krzyżem Walecznych. W tym okresie dowodził między innymi kompanią karabinów maszynowych. Na mocy dekretu Naczelnego Wodza z dnia 25 listopada 1920 r. został zatwierdzony z dniem 1 kwietnia 1920 roku w stopniu porucznika w piechocie. Na dzień 1 czerwca 1921 r. nadal pełnił służbę w 14 pułku piechoty, pozostając w randze porucznika. Dekretem Naczelnika Państwa i Wodza Naczelnego z dnia 3 maja 1922 r. (dekret L. 19400/O.V.) został zweryfikowany w tym stopniu ze starszeństwem z dniem 1 czerwca 1919 r. i 235. lokatą w korpusie oficerów piechoty. W roku 1923 zajmował już 216. lokatę wśród poruczników piechoty. Do stopnia kapitana piechoty został awansowany na mocy rozporządzenia O.V.L. 8629/A. 1924 wydanego w dniu 31 marca 1924 r. przez Prezydenta RP Stanisława Wojciechowskiego - ze starszeństwem z dniem 1 lipca 1923 roku i 167. lokatą. W 1924 roku zajmował 169. lokatę w swoim starszeństwie wśród kapitanów korpusu piechoty, a w roku 1928 była to już 163. lokata.
We włocławskim pułku pełnił służbę do roku 1935, zajmując między innymi stanowiska: dowódcy 1 kompanii ckm (wrzesień 1930 roku) i dowódcy kompanii administracyjnej (wrzesień 1934 roku). Zarządzeniem Ministra Spraw Wojskowych został przeniesiony służbowo z dniem 17 stycznia 1927 r. na 9-ty normalny trzymiesięczny kurs do Centralnej Szkoły Strzelniczej w Toruniu. W dniach od 14 do 17 października 1930 roku przebywał na ćwiczeniach taktycznych w terenie zorganizowanych dla oficerów sztabu 4 Dywizji Piechoty. Razem z nim, z 14 pułku piechoty, na ćwiczenia  wyjechali również mjr Stanisław Pietrzyk i mjr Stanisław Brzeziński. W dniu 25 września 1931 roku razem z kapitanem Mieczysławem Sanakiem, jako delegacja 14 pułku piechoty, złożyli na Wawelu w Krakowie wieniec laurowy na grobie króla Władysława Łokietka. W dniach od 16 sierpnia do 20 listopada 1933 r. przebywał na trzymiesięcznym kursie unifikacyjno-doskonalącym w Centrum Wyszkolenia Piechoty w Rembertowie, a w roku 1934 ukończył kurs na dowódców batalionów.
W roku 1930 na liście starszeństwa kapitanów piechoty zajmował 640. lokatę łączną (była to jednocześnie 154. lokata w swoim starszeństwie), w 1932 roku – 113. lokatę w starszeństwie, a na dzień 1 lipca 1933 roku – 109. lokatę w swoim starszeństwie (445. lokatę łączną wśród kapitanów piechoty).
Zarządzeniem Ministra Spraw Wojskowych opublikowanym w dniu 26 stycznia 1934 roku nastąpiło sprostowanie nazwiska i imienia tego oficera – z „Zawisza Emil”, na „Sulima – Zawisza Emil Jerzy”.

## Służba w Korpusie Ochrony Pogranicza
Minister spraw wojskowych marszałek Józef Piłsudski zarządzeniem ogłoszonym w dniu 18 kwietnia 1935 r. przeniósł kpt. Sulimę-Zawiszę z 14 pułku piechoty do Korpusu Ochrony Pogranicza. Rozkazem Nr 310-V/Pers.I z dnia 20 kwietnia 1935 r. dowódca KOP przydzielił kpt. Emila Zawiszę do batalionu KOP „Iwieniec” (wchodzącego w skład pułku KOP „Wołożyn”). Z kolei na mocy rozkazu Nr 310/Pers.I z dnia 1 maja 1935 r. dowódca KOP wyznaczył go na stanowisko dowódcy 4 kompanii granicznej „Raków” w batalionie „Iwieniec”, w którym to batalionie kpt. Zawisza zameldował się w dniu 2 maja 1935 roku. Obowiązki dowódcy kompanii objął w dniu 5 maja tegoż roku, przejmując je od kpt. Zdzisława Dunikowskiego (przeniesionego do baonu „Rokitno”). W okresie od 2 do 15 czerwca 1935 r. kpt. Emil Zawisza przebywał na urlopie przesiedleniowym, którego udzielił mu dowódca pułku „Wołożyn” (dowództwo kompanii „Raków” objął wówczas w zastępstwie chorąży Feliks Nadolski). W kwietniu 1936 roku został zaszeregowany, jako dowódca 4 kompanii granicznej, w grupie XA uposażenia i dodatków. W październiku 1936 roku został przesunięty na stanowisko dowódcy 2 kompanii granicznej „Rubieżewicze”. Na dzień 5 czerwca 1935 roku zajmował 379. lokatę na liście starszeństwa kapitanów korpusu piechoty (była to 91. lokata w swoim starszeństwie). Na stopień majora awansowany został ze starszeństwem z dniem 19 marca 1937 roku i 13. lokatą w korpusie piechoty, co ogłoszone zostało w Tajnym Dzienniku Personalnym M.S.Wojsk. Nr 2 z 19 marca 1937 roku. Z dniem 1 maja 1937 roku mjr Zawisza odszedł ze stanowiska dowódcy kompanii granicznej KOP „Rubieżewicze” do nowego miejsca przydziału, co ogłoszono w rozkazie dziennym batalionu „Iwieniec” z dnia 11 maja 1937 roku. Przeniesiony został wówczas do 84 pułku piechoty z Pińska, w którym objął funkcję dowódcy batalionu.

## Dalsza służba wojskowa
W grudniu 1938 roku mjr Emil Zawisza został mianowany na stanowisko komendanta Placu „Osowiec” (informacja o mianowaniu go na to stanowisko zawarta została w rozkazie dziennym Nr 224 wydanym przez komendanta Centralnej Szkoły Podoficerów Korpusu Ochrony Pogranicza w dniu 15 grudnia 1938 roku). Pod względem mobilizacyjnym mjr Zawisza przydzielony był do 135 rezerwowego pułku piechoty, gdyż z chwilą ogłoszenia mobilizacji komenda placu ulegała likwidacji.
Na dzień 23 marca 1939 roku wciąż piastował stanowisko komendanta Placu Osowiec, zajmując w tym czasie nadal 13. lokatę wśród majorów piechoty w swoim starszeństwie.

## Udział w kampanii wrześniowej
Stacjonująca do wybuchu II wojny światowej na terenie Twierdzy Osowiec Centralna Szkoła Podoficerów Korpusu Ochrony Pogranicza z dniem ogłoszenia mobilizacji alarmowej (24 sierpnia 1939 r.) rozwinęła się w 135 pp rez. i II dywizjon 32 pal. Na dowódcę II batalionu 135 rezerwowego pułku piechoty został wyznaczony mjr służby stałej Emil Zawisza. Zadania dla pułku na czas wojny zostały ustalone już wiosną 1939 roku przez ppłk. Tadeusza Tabaczyńskiego (komendanta Centralnej Szkoły Podoficerów KOP, który z chwilą ogłoszenia mobilizacji obejmował stanowisko dowódcy 135 pprez.). II/135 pprez. oraz batalion forteczny z Sarn miały za zadanie bronić Twierdzy Osowiec i dozorować odcinek od Osowca do Strękowej Góry. Zmobilizowany II batalion był niekompletnie zaopatrzony, pokrycie podoficerów i specjalistów wynosiło około 60%, wśród żołnierzy przeważali przedstawiciele mniejszości narodowych (Żydzi i Białorusini), a uzbrojenie w broń maszynową stanowiło kilkanaście niemieckich ckm "Maxim". Do dnia 28 sierpnia 1939 r. batalion majora Zawiszy został rozmieszczony na terenie Twierdzy Osowiec. Dnia następnego (29 sierpnia) rozkazem bojowym dowódcy pułku postawiono przed II i III batalionami zadania odmienne od rozpracowywanych od wiosny. II/135 pprez. poza dotychczasowym zadaniem obrony twierdzy miał również bronić odcinka Goniądz.
Na wrześniowe szlaki mjr Emil Zawisza wyruszył więc jako dowódca II batalionu 135 rezerwowego pułku piechoty, wchodzącego w skład 33 Dywizji Piechoty rezerwowej w Samodzielnej Grupie Operacyjnej „Narew”. Do swojej macierzystej dywizji 135 pułk piechoty rez. jednakże nigdy nie dotarł. Przez pierwsze dni kampanii wrześniowej II batalion nie był atakowany przez nieprzyjaciela. W dniu 9 września został przez dowódcę 135 pprez. wydany rozkaz opuszczenia dotychczasowych pozycji. Pułk miał załadować się w Knyszynie na podstawione wagony i odjechać na południe kraju. Gdy część pododdziałów została już załadowana nadszedł rozkaz powrotu pułku do Twierdzy Osowiec. Odejście z zajmowanych pozycji opóźniło się jednakże tylko o kilka dni, albowiem 13 września batalion mjr. Zawiszy wyruszył transportem kolejowym w kierunku na Grodno – Baranowicze – Sarny. 135 pułk piechoty rez. wyładował się w nocy z 17 na 18 września w rejonie Kostopol – Rzeszuck. Tam też podczas zarządzonego postoju major Emil Zawisza został zawieszony przez ppłk. Tabaczyńskiego w pełnieniu obowiązków dowódcy II batalionu i oddany pod sąd polowy. Było to efektem znieważenia dowódcy pułku przez mjr. Zawiszę w obecności podwładnych, co można zapewne przypisać panującej wówczas w pułku atmosferze niezadowolenia i nieufności, wytworzonej pomiędzy dowódcą a kadrą oficerską, obwiniającą przełożonego o złe dowodzenie Nowym dowódcą II batalionu został kpt. Edward Łaski, mjr Zawisza pozostał jednakże przy tym batalionie. W toku dalszego marszu jednostki 135 pprez. dotarły w dniu 24 września do miejscowości Gródek. Tutaj podczas odpoczynku II i III bataliony zostały zaskoczone i rozbite przez silny nalot lotniczy, ponosząc przy tym duże straty w ludziach i taborze. Dzień później oddziały pułku rozpoczęły wymarsz na Obzyr Wielki, gdzie nastąpiło pierwsze częściowe rozformowanie pułku. Z II batalionu do walki partyzanckiej zgłosiło się 8 oficerów oraz kilkunastu podoficerów i strzelców. 1 października 1939 r. resztki 135 pprez. nawiązały łączność z Samodzielną Grupą Operacyjną „Polesie” gen. bryg. Franciszka Kleeberga i weszły w jej skład. Major Emil Zawisza uczestniczył w ostatniej bitwie wojny obronnej 1939 r. – bitwie pod Kockiem. 6 października 1939 roku pod Wolą Gułowską dostał się do niemieckiej niewoli. Przebywał w niej (w oflagach II A Prenzlau, II E Neubrandenburg i II C Woldenberg) aż do oswobodzenia w dniu 27 stycznia 1945 r. przez Armię Czerwoną.

## Okres powojenny
1 lutego 1945 r. powrócił do kraju razem z ppłk. Julianem Czubrytem. Do Włocławka przybył w dniu 11 lutego, a w maju 1945 r. został przyjęty do pracy w Wydziale Przemysłu Zarządu Miasta Włocławek. W dniu 27 lipca 1945 roku został powołany do ludowego Wojska Polskiego i objął stanowisko dowódcy batalionu w 5 Kołobrzeskim pułku piechoty. Zdemobilizowany został z dniem 15 kwietnia 1946 roku.
Od 1946 roku należał do Stronnictwa Demokratycznego. W dniu 31 grudnia 1946 r. został aresztowany pod zarzutem nielegalnego przechowywania broni, lecz po krótkim śledztwie postępowanie w tej sprawie zostało umorzone. 
Po zakończeniu „wojskowego” etapu swego życia podjął pracę jako kierownik we włocławskim oddziale Państwowej Komunikacji Samochodowej. Następnie pracował jako kasjer w krochmalni w Borzymiu, magazynier we włocławskiej Fabryce Baraków, referent w cegielni „Falbanka” i komendant straży pożarnej w Zespole Młynów we Włocławku. Zmarł w dniu 8 września 1961 r. we Włocławku i tam też został pochowany. 

## Działalność konspiracyjna
W okresie od marca do czerwca 1945 r. mjr Emil Zawisza-Sulima był dowódcą „Pułku Ziemi Kujawskiej Armii Krajowej” – organizacji konspiracyjnej nawiązującej do tradycji Armii Krajowej (jego następcą na tym stanowisku został ppłk Stanisław Gałęzowski-Salecki „Wrzos”). Pułk ten został założony w marcu 1945 roku przez byłych żołnierzy AK. Obszar działań „Pułku Ziemi Kujawskiej AK” obejmował rejony Włocławka, Lubrańca i Lipna. Organizacja ta prowadziła akcje propagandowe (kolportowanie ulotek), werbowała członków, ukrywała dezerterów z ludowego Wojska Polskiego i osoby represjonowane przez aparat bezpieczeństwa oraz gromadziła broń do przyszłych działań. Liczebność tej podziemnej organizacji oceniana była przez resort bezpieczeństwa na około 100 osób. W sierpniu 1945 r. większość dowództwa „Pułku Ziemi Kujawskiej AK” została aresztowana przez funkcjonariuszy organów bezpieczeństwa (Powiatowy Urząd Bezpieczeństwa Publicznego we Włocławku), a organizacja uległa rozwiązaniu. Dalszą działalność kontynuowała jedynie placówka w Lubrańcu, dowodzona przez Jana Wiśniewskiego „Szreniawę” (vel Stanisława Jędrzejewskiego).

## Rodzina
W dniu 27 czerwca 1925 roku zawarł we włocławskiej parafii pw. św. Jana Chrzciciela związek małżeński z Ireną Wojciechowską (córką Jana i Bronisławy Kucharskiej, urodzoną w Łodzi dnia 18 grudnia 1900 r.), ówczesną urzędniczką bankową. Z ich związku narodziła się w dniu 1 marca 1927 roku we Włocławku córka Danuta. Dnia 19 lipca 1938 r. w Warszawie przyszedł na świat syn Janusz, który zmarł we Włocławku w dniu 10 czerwca 1941 roku. Emil Zawisza spoczywa na włocławskim Cmentarzu Komunalnym, razem z żoną Ireną (zmarłą we Włocławku dnia 7 lipca 1989 r.) i synem Januszem – sektor 21, rząd 5, grób 159.

## Odznaczenia
- Krzyż Walecznych[32][42][43]
- Medal Pamiątkowy za Wojnę 1918–1921[44]
- Medal Dziesięciolecia Odzyskanej Niepodległości[44]
- Krzyż Wojskowy Karola[45]